# Мюнц-метал

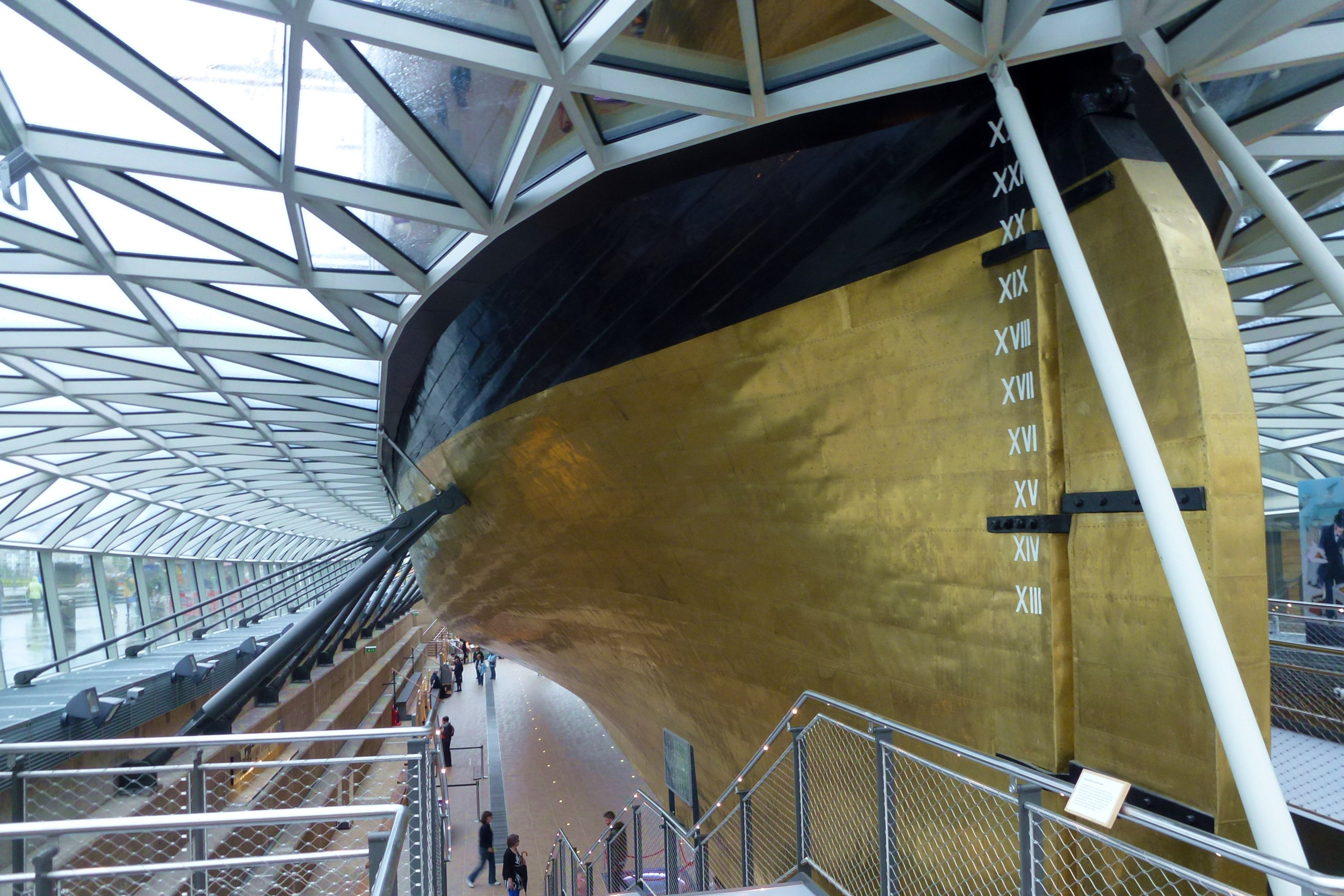
Обшивка з мюнц-металу на кліпері Катті Сарк

Мюнц-метал (нім. münze — «монета») — сплав міді та цинку у співвідношенні 60-40.
За своїм хімічним складом мюнц-метал є різновидом двухкомпонентної латуні, таким, в якому кількість цинку близька до межі розчинності цинку в міді, яка становить 39% при кімнатній температурі і 32% при 905 °C (так звана b-фаза латуні). Мюнц-метал як b-фаза латуні є досить твердим, але і крихким.
Через високу стійкість до морської води сплав використовується в судно- та кораблебудуванні, в котельних та конденсаторних системах. Листами мюнц-металу також обшивали підводну частину дерев’яних вітрильних суден для захисту від гнилі та обростання.